# Berta di Savoia (regina d'Aragona e Navarra)
Berta di Savoia (1075 – 1111) fu una principessa della Savoia e regina consorte di d'Aragona e di Navarra.

## Origine
Secondo lo storico e genealogista, ungherese, Szabolcs de Vajay (Szabolcs de Vajay), nel suo Berthe, reine d'Aragon, Berta è figlia del marchese di Torino, conte di Savoia e conte d'Aosta e Moriana, Pietro I di Savoia e di Agnese di Poitou (o Agnese d'Aquitania), figlia del conte e duca d'Aquitania, Guglielmo VII, come ci viene confermato da Samuel Guichenon.
Pietro I di Savoia, secondo lo storico Samuel Guichenon, nel suo Histoire généalogique de la royale maison de Savoie, era il figlio primogenito del Conte di Moriana, d'Aosta e del Chiablese, Oddone e della margravia di Torino e di Susa, Adelaide, che discendeva dalla famiglia degli Arduinici, e secondo Samuel Guichenon, era figlia del margravio di Torino e Susa, Olderico Manfredi II e della contessa Berta degli Obertenghi, che secondo lo storico Ludovico Antonio Muratori era figlia di Oberto II, margravio di Milano, di Tortona e di Genova.

Anche storico spagnolo Jerónimo Zurita y Castro nei suoi Anales De La Corona De Aragon, Volume 1 ci confermano che Berta era italiana, pur senza precisare che fosse una discendente di casa Savoia (parece verisimil que esta Reyna Berta sucediesse de aquella casa de los Marqueses de Italia).

## Biografia
Sempre secondo Szabolcs de Vajay, Berta nel 1092, si era recata nel Poitou, presso la madre, Agnese, che, dopo la morte della sua cugina prima, Agnese di Aquitania, figlia del duca d'Aquitania Guglielmo VIII (fratellastro del suo predecessore Guglielmo VII), avrebbe organizzato il suo matrimonio col re di Aragona e di Pamplona, Pietro I, rimasto vedovo della prima moglie (Agnese di Aquitania) e senza eredi; Berta, nel 1097, sposò Pietro I di Aragona, che, secondo la Ex Gestis Comitum Barcinonensium era figlio del re d'Aragona, re di Pamplona e conte di Sobrarbe e Ribagorza, Sancho Ramírez (Sancho I di Aragona e Sancho V di Navarra) e della moglie (come ci conferma nella Historia de los Condes de Urgel, Tomo I D. Diego Monfar y Sors, quando cita il primo testamento del fratello di Isabella, Ermengol detto di Gerb) Isabella di Urgell (ca. 1052 - † dicembre 1071).
Ancora Szabolcs de Vajay, ci conferma che la regina Berta viene citata in diversi documenti del regno d'Aragona, tra i 1097 ed il 1105.
Anche lo storico e filologo medievalista spagnolo, Antonio Ubieto Arteta conferma che la regina Berta era di origine italiana e che, durante il suo regno fece diverse donazioni ed è citata in diversi documenti.
Berta rimase vedova nel 1104; secondo il Chronicon sancti Maxentii Pictavensis, Pietro morì nel 1104, dopo aver regnato per undici anni, secondo la Ex Gestis Comitum Barcinonensium; la data della morte è confermata anche dagli Annales Compostellani.
Secondo il Cartulaire de l'abbaye de Saint-Sernini de Toulouse (844-1200) Pietro quando morì si trovava in Val d'Aran.
Secondo la Crónica de San Juan de la Peña, Pietro morì il 28 settembre, e fu tumulato nel Monastero di San Juan de la Peña, dove raggiunse i suoi predecessori.
A Pietro, senza eredi, succedette il fratellastro, Alfonso il Battagliero.
Sempre secondo Antonio Ubieto Arteta e Szabolcs de Vajay, dopo la morte del marito, Berta continuò ad usare il titolo di regina continuando a governare autonomamente sul cosiddetto Los Mallos, composto dai feudi di Agüero, Murillo, Riglos, Marcuello, Ayerbe, Sangarrén e Callén, che cessò di esistere alla sua morte.

## Figli
Berta non riuscì però a dare un erede a Pietro. 

### Fonti primarie
- (LA)  Rerum Gallicarum et Francicarum Scriptores, tome XII.
- (LA)  Antiquitates Italicæ medii ævi
- (LA)  Anales De La Corona De Aragon, Volume 1
- (LA)  España Sagrada, volume XXIII.
- (LA)  Chronicon sancti Maxentii Pictavensis.
- (LA)  Cartulaire de l'abbaye de Saint-Sernini de Toulouse (844-1200).

### Letteratura storiografica
- (FR)  Histoire de Savoie, d'après les documents originaux,... par Victor... Flour de Saint-Genis. Tome 1
- (FR)  Histoire généalogique de la royale maison de Savoie, justifiée par titres, ..par Guichenon, Samuel
- (ES)  Historia de los condes de Urgel, Tomo I.
- (CA)  Crónica de San Juan de la Peña.
- (ES)  Anales De La Corona De Aragon, Volume 1